# 菜油甾醇
菜油甾醇（英語：Campesterol，菜油甾-5-烯-3β-醇，Ergost-5-en-3β-ol）是一种天然的植物固醇，存在于许多蔬菜、果实、种子中，E编码为E499。菜油甾醇比菜籽固醇少一个22(23)位置的双键，但24-甲基的构象不同。